# Râul Mahavavy
Râul Mahavavy sau Mahavavy-Nord este un râu din nordul Madagascarului din regiunea Diana. Își are izvoarele la Vârful Maromokotra din Masivul Tsaratanana și curge spre nord până la Oceanul Indian. Principalul oraș de-a lungul râului este Ambilobe.
Traversează o câmpie fertilă, iar apele sunt folosite pentru irigarea a 5500 ha, în cea mai mare parte, plantații de bumbac. Delta sa acoperă 500 km2.